# Гласко, Евгений Юлианович
Евгений Юлианович Гласко (8 сентября 1915, Москва — 30 октября 1996, Волгоград) — Герой Советского Союза, корпусной инженер 8-го гвардейского стрелкового корпуса 11-й гвардейской армии 3-го Белорусского фронта, гвардии подполковник.

## Биография
Родился 8 сентября 1915 года в городе Москве в семье служащего. Русский. В 1936 году окончил Ивановский строительный техникум и получил квалификацию техника строителя по промышленным и гражданским сооружениям. Работал прорабом в строительном тресте «Металлострой» в Москве.
В 1937 году призван в Красную Армию и вскоре, после учёбы, стал кадровым офицером.
Участник Великой Отечественной войны с июня 1941 года. В составе 1-й Пролетарской мотострелковой Московской дивизии руководил устройством минно-взрывных заграждений под Оршей и Смоленском, участвовал в наведении знаменитой Соловьёвской переправы через Днепр. Под Ярцево и Штеповкой дивизия участвует в наступательных боях. Здесь Гласко получил опыт инженерного обеспечения наступающих частей и подразделений.
В 1942 году Е. Ю. Гласко был назначен дивизионным инженером. В том же году вступил в ВКП(б)/КПСС. Дивизия к этому времени за отличия в боях была преобразована в гвардейскую. При наступлении дивизии на Наро-Фоминском направлении успешно провёл инженерную разведку и разминирование минных полей противника в полосе наступления. В дальнейшем дивизия Гласко участвовала в боях в районе Жиздры, Сухиничей и в боях за Витебск.
В январе 1944 года гвардии подполковник Гласко был назначен инженером 8-го гвардейского стрелкового корпуса. Под его руководством наводятся переправы при форсировании реки Березина.
Гвардии подполковник Гласко отличился 14 июля 1944 года при форсировании реки Неман в районе деревни Мяркине (Варенский район Литвы), во время которого он грамотно организовал переправу войск. В течение нескольких часов было наведено 5 паромов из табельных переправочных средств. Находясь на берегу, Гласко руководил переправой техники и войск корпуса, организовывал на переправе ликвидацию последствий бомбардировок и артиллерийского обстрела. Своевременное обеспечение переправами позволило корпусу закрепиться на западном берегу Немана и продолжать наступление.
На заключительном этапе войны Гласко участвовал в штурме Кёнигсберга и взятии морской крепости Пиллау.
После войны продолжал службу в армии. В 1950 году окончил Высшие академические курсы при Военно-инженерной академии имени В. В. Куйбышева. В 1957 году полковник Гласко ушёл в запас. Жил и работал в городе-герое Волгограде.
30 октября 1996 года Евгений Юлианович Гласко скончался.

## Награды
- Указом Президиума Верховного Совета СССР от 29 июня 1945 года за образцовое выполнение заданий командования и проявленные мужество и героизм в боях с немецко-фашистскими захватчиками гвардии подполковнику Евгению Юлиановичу Гласко присвоено звание Героя Советского Союза с вручением ордена Ленина и медали «Золотая Звезда» (№ 6955).
- Награждён орденами Ленина, Красного Знамени, двумя орд. Отечественной войны 1 степени, двумя орденами Красной Звезды, медалями.